# MKpV Czegléd
A MKPV Czegléd sorozat tizenegy szerkocsis gőzmozdonya volt az osztrák-magyar Magyar Középponti Vasútnak (röviden MKpV, németül Ungarischen Zentralbahn, UZB).

## Története
Az 1B tengelyelrendezésű NÁDOR és ISTVÁN mozdonyok beváltak, így a MKpV további mozdonyok építését rendelte meg a WRB mozdonygyárától. A mozdonyok 1847-ben készültek el és a CZEGLÉD, ABONY, PILIS, MONOR, ALBERTI, IRSA, VISEGRÁD, ÜLLÖ, SZOLNOK, NAGYMAROS és BIHAR neveket kapták.
A mozdonyok belsőkeretes, külső vízszintes hengerelrendezésűek voltak. Az állókazánfedél félhenger alakú volt. Ezeknél a mozdonyoknál kerültek először alkalmazásra a John Baillie, a MKpV mozdonyépítési igazgatója által kifejlesztett nyomó, húzó- és tartórugók.
Miután 1850-ben a MKpV államosításával a cs. kir. Délkeleti Államvasút (németül k.k. südöstlichen Staatsbahn SöStB) része lett, a mozdonyok is új, 17-27 közötti pályaszámokat kaptak. Az után, hogy 1855-ben a SöStB-t megvásárolta az Osztrák–Magyar Államvasút-Társaság (ÁVT) a pályaszámokat 78-84-re változtatták. Az ÜLLŐ, SZOLNOK, NAGYMAROS, BIHAR mozdonyokat megvásárolta a Kaiser-Ferdinands-Nordbahn (KFNB) és ott a 61, 67, 55 és az 51 pályaszámokat kapták (lásd: KFNB – Nestor bis Ariadne, Bihar bis Üllö, Jason II).
A KFNB mozdonyok 1896-tól 1900-ig lettek selejtezve, miközben az ÁVT ezt a mozdonysorozatot már 1876-ban és 1879-ben leselejtezte.
1850-ben a WRB mozdonygyára további három darabot épített ezekből a mozdonyokból a MKpV-nek, de már a SöStB vette át azokat. A CSILLAG, DEÁKI és DIOSZEGH nevet kapták és az SöStB szerinti 28-90 pályaszámokat. Az ÁVT a pályaszámokat előbb 85-87-re, majd 1873-tól IIIe. osztály 364-366 –re módosította.
A különböző szállítási sorozatok tagjai jelentősen különböztek egymástól. Először a kazándómban, később a kazánkinézetben, majd a különböző módon épített kéményekben.

## Fordítás
- Ez a szócikk részben vagy egészben  az   UZB – Czegled bis Bihar című német Wikipédia-szócikk fordításán alapul.  Az eredeti cikk szerkesztőit annak laptörténete sorolja fel. Ez a jelzés csupán a megfogalmazás eredetét és a szerzői jogokat jelzi, nem szolgál a cikkben szereplő információk forrásmegjelöléseként.